# SO704i
FOMA SO704i（フォーマ・エスオー なな まる よん アイ）は、ソニー・エリクソン・モバイルコミュニケーションズ（現・ソニーモバイルコミュニケーションズ）によって開発された、NTTドコモの第三世代携帯電話 (FOMA) 端末。

## 概要
デザインは先代モデルのSO703iとほぼ同様な柔和な印象を持ち、サイズも横幅を抑えたもので、Style-Upパネルも踏襲している。先代では、パネルに合わせた「アロマシート」を同梱し、香りも楽しめるものであったが、今回は香りの代わりに Dreamy Twinkle という、白色LEDの点灯とサブディスプレイのアニメーションによって幻想的な世界観を表現した。メール受信や端末クローズ時には、点灯パターンの組み合わせでそれぞれ5種類の異なる表情を持つ。Style-Upパネルは、9種類が準備されている。SO703i用のStyle-Upパネルも着用できるが、着せ替えメニューには対応していない。また、SO703i用Stlye-Upパネルは Dreamy Twinkle を意識した作りではなく、ぼやけた円状の白色LEDの点灯になる。
ディスプレイは前機種からさらに進化。従来機より約150%拡大したソニー製2.7インチフルワイド液晶に、新開発のカラーフィルターを採用することで色再現領域がNTSC比約90%を実現した。高画質技術も前機種から継承した「RealityMAX」に加えて、新たにカラーエンハンサーも採用し、ディスプレイの彩度を自動で調整してこれまで再現できなかった、くっきり感が増して締まった色表現が可能になった。
カメラは、先代同様の有効約200万画素のCMOSカメラを搭載するが、新たにオートフォーカス機能を搭載した。
デジタルオーディオプレーヤーを搭載し、SonicStage からの楽曲転送に対応している。ただし先代と同様、著作権保護のかけられていない AAC のみの対応となっている。付加機能（イコライザ等）も少ない。
なお、次世代機のSO705iから、同社の7シリーズはNECによるOEM生産となり、OSもLinuxが採用されたため、この端末は本来のSOシリーズのUIを採用した最後の7シリーズとなる。
| 主な対応サービス           | 主な対応サービス                    | 主な対応サービス         | 主な対応サービス                   |
| -------------------------- | ----------------------------------- | ------------------------ | ---------------------------------- |
| DCMX／おサイフケータイ     | うた・ホーダイ                      | 着うたフル／着うた       | デジタルオーディオプレーヤー※(AAC) |
| 直感ゲーム／メガiアプリ    | Music&Videoチャネル／ビデオクリップ | 3Gローミング             | プッシュトーク                     |
| FOMAハイスピード           | GPS／ケータイお探し                 | デコメール／デコメ絵文字 | iチャネル                          |
| 着もじ                     | テレビ電話／キャラ電                | 電話帳お預かりサービス   | フルブラウザ                       |
| おまかせロック／バイオ認証 | 外部メモリーへiモードコンテンツ移行 | トルカ                   | iC通信／iCお引越しサービス         |
| きせかえツール／マチキャラ | バーコードリーダ／名刺リーダ        | 2in1                     | エリアメール                       |

※バックグラウンド再生には非対応。

### プリインストールiアプリ
- LocoRoco Mobile for SO
- 楽オク出品アプリ
- iアプリバンキング
- ケータイクレジット「iD （アイディ）」
- 「DCMX」クレジットアプリ
- Gガイド番組表リモコン

## 歴史
- 2007年4月24日：技術基準適合証明 (TELEC) 通過。
- 2007年4月25日：電気通信端末機器審査協会 (JATE) 通過。
- 2007年7月4日: D704i・F704i・P704i・SH704i・SO704i・L704i・N704iμ・P704iμの開発発表。
- 2007年7月13日：発売。